# La sirena negra
La sirena negra es una película española de drama estrenada en 1947, dirigida por Carlos Serrano de Osma y protagonizada en los papeles principales por Fernando Fernán Gómez, Isabel de Pomés y María Asquerino.
La película está basada en la novela homónima escrita por Emilia Pardo Bazán.

## Sinopsis
Gaspar de Montenegro es un joven que vive obsesionado por el recuerdo de un antiguo amor que falleció debido a la intransigencia de sus familiares, que prohibieron la relación y frustró el noviazgo entre ambos. La figura de la muerte se le aparece continuamente agravando su carácter obsesivo y determinando su conducta.

## Reparto
- Fernando Fernán Gómez como Gaspar de Montenegro
- Isabel de Pomés como Miss Annie
- José María Lado como Solís
- Anita Farra como Camila de Montenegro
- María Asquerino como Trini
- Fernando Sancho como Mayordomo
- Ramón Martori como Médico
- Modesto Cid como Cura
- Graciela Crespo como Rita Quiñones
- Ketty Clavijo	como Niña